# روجيريو ديزورزي
روجيريو ديزورزي (مواليد 12 أغسطس 1966) هو ملاكم برازيلي، مثّل بلاده في الألعاب الأولمبية الصيفية في دورتي 1992 و1996.

## روابط خارجية
روجيريو ديزورزي على موقع أوليمبيديا (الإنجليزية)